# گمینا کژمینگوو
گمینا کژمینگوو (به لهستانی:  Gmina Krzemieniewo) یک گمینا در لهستان است که در شهرستان لشنو واقع شده‌است. گمینا کژمینگوو ۱۱۳٫۴۴ کیلومتر مربع مساحت و ۸٬۴۷۴ نفر جمعیت دارد.